# Harmonies Poétiques et Religieuses
A maioria das peças para piano conhecidas pelo título genérico de Harmonies poétiques et religieuses (Harmonias Poéticas Religiosas) foram compostas em Woronińce (Voronivtsi, o estado ucraniano da amante de Liszt,a princesa Carolyne von Sayn-Wittgenstein, alcunha Iwanowska) em 1847. As dez composições que compõem este ciclo são:
1. Invocação (completada em Woronińce);
2. Ave Maria (transcrição da peça para coral escrita em 1846);
3. Bénédiction de Dieu dans la solitude (‘A bênção de Deus na solidão’, completada em Woronińce);
4. Pensée des morts (‘Em Memória dos Mortos’, versão revista da composição anterior individual, Harmonies poétiques et religieuses (1834));
5. Pater Noster (transcrição da peça para coral escrita em 1846);
6. Hymne de l’enfant à son réveil (transcrição da peça para coral escrita em 1846);
7. Funérailles (outubro de 1849) (‘Funeral’);
8. Miserere, d’après Palestrina (em homenagem a Palestrina);
9. (Andante lagrimoso);
10. Cantique d’amour (‘Cantiga de Amor’, completada em Woronińce).